# Béatrice Josse
Béatrice Josse née le 7 novembre 1965 est une directrice de musée française.
Elle a notamment dirigé le Fonds régional d'art contemporain de Lorraine pendant 23 ans, puis le Le Magasin de Grenoble. Elle est connue pour son engagement en faveur des artistes femmes.

## Biographie
Après une double formation en droit public et en histoire de l’art, diplômée de l’École du Louvre à Paris, Béatrice Josse devient la première directrice du Fonds régional d'art contemporain de Lorraine à Metz en 1993. Pendant 20 ans, elle œuvre pour la reconnaissance des artistes féminines dans l'art contemporain en mettant en œuvre une politique d'achat d’œuvres exclusivement d'artistes femmes. Ceci lui vaut notamment une polémique lors l'achat de l’œuvre de Sophie Calle, Le Divorce.
En mars 2016, elle est nommée à la direction du Magasin de Grenoble,, alors en crise. Fidèle à sa ligne féministe et post-coloniale, elle entreprend de faire évoluer l'institution, s'éloignant du centre d'exposition classique pour devenir selon ses termes une « zone d'indétermination » et renomme le Magasin en « Magasin des horizons ». Elle y programme par exemple des performances, des rencontres en mixité choisie, des activités socioculturelles. Son programme est mal reçu par une partie des habitués et le conseil d'administration, provoquant certaines défections et un conflit ouvert avec ses tutelles (DRAC et Ville de Grenoble). 
Le 5 mars 2021, après 15 mois d’arrêt maladie, en désaccord avec la municipalité lui refusant les travaux de rénovation du bâtiment (qui était sous avis défavorable de la commission de sécurité), soutenue par le personnel de l'institution, lui-même épuisé, Béatrice Josse quitte la direction. Dans un sujet rapportant un débat plus vaste sur les choix de politique culturelle à Grenoble, une journaliste de France Culture affirme notamment que le Magasin souffre de polémiques « autour de l’ultra-féminisme, du post-colonialisme, des questions de genre et de l’intersectionnalité ».